# Fernand Fauconnier
Fernand Fauconnier (Franciaország, Nord, Maubeuge, 1890. április 14. – Franciaország, Nord, Hautmont, 1940. április 28.) olimpiai bronzérmes francia tornász.
Ez első világháború után az 1920. évi nyári olimpiai játékokon indult, és mint tornász versenyzett. Csapat összetettben bronzérmes lett.